# U.S. Route 97
Pour les articles homonymes, voir Route 97.
La U.S. Route 97 (US 97) est une US Route dans le nord-ouest des États-Unis. Elle parcourt environ 670 miles (1 078 km) à travers la Californie, l'Oregon et l'État de Washington, desservant principalement des régions dans les Monts Cascade. Le terminus sud de la route est à l'intersection avec l'I-5 à Weed, Californie et le terminus nord est à la frontière canadienne près d'Osoyoos, Colombie-Britannique, où elle revient la Route 97. Les villes importantes sur son tracé sont Klamath Falls, Bend et Redmond en Oregon ainsi que Yakima, Ellensburg et Wenatchee dans l'État de Washington.

## Description du tracé
|       | mi  | km    |
| ----- | --- | ----- |
| CA    | 54  | 87    |
| OR    | 289 | 466   |
| WA    | 322 | 518   |
| Total | 669 | 1 077 |

### Californie
La US 97 débute à un échangeur avec l'I-5 à Weed, au nord de l'état. La route se dirige vers le nord-est et traverse la ville de Weed. Elle entre ensuite dans la Forêt nationale de Shasta-Trinity et grimpe le Mont Shasta. Elle bifurque vers l'est à Haystack Butte et passe autour de Deer Mountain. Après une série de virages, la US 97 atteint son point culminant en Californie, Mount Hebron à 5 202 pieds (1 586 m) au-dessus du niveau de la mer.
La route descend ensuite depuis Mount Hebron et quitte la forêt nationale pour parcourir la Butte Valley, une région rurale comptant peu d'habitants. Elle passe ensuite par Macdoel et Dorris avant d'atteindre la frontière avec l'Oregon.

### Oregon
La US 97 entre en Oregon et se dirige vers le nord-est. Elle atteint Klamath Falls et contourne la ville par l'ouest. Elle continue vers le nord et longe la rive est du Lac Klamath supérieur. Elle traverse les forêts arides de l'est des Monts Cascade. La route poursuit vers le nord et passe par Chiloquin, Crescent et La Pine avant d'atteindre Bend. La route traverse la ville et y croise la US 20. La US 97 poursuit vers le nord-est et passe par Redmond et Madras, où elle forme un multiplex avec la US 26. La US 97 continue son trajet vers le nord-est depuis Madras dans une série de canyons. Elle rencontre la US 197, sa seule route auxiliaire et les deux routes sont parallèles l'une envers l'autre des côtés opposés du canyon de Deschutes River. La US 97 passe à l'est de la rivière et dessert une zone très peu peuplée entre Shaniko et Wasco. Depuis Wasco, la route bifurque vers le nord-ouest et descend la Gorge du fleuve Columbia. Elle croise l'I-84 / US 30 à Biggs Junction. Immédiatement après l'échangeur, la route traverse le fleuve Columbia pour entrer dans l'État de Washington.

### Washington
La route entre dans l'État de Washington à Maryhill, une communauté sur la rive nord du fleuve Columbia. Elle grimpe ensuite dans les montagnes entourant le fleuve. Elle se continue vers le nord dans les Columbia Hills. La route passe par Goldendale avant de bifurquer vers le nord-est et de traverser les Simcoe Mountains via le col Satus.
La US 97 traverse alors la Réserve indienne des Yakamas jusqu'à ce qu'elle atteigne Toppenish. Elle bifurque vers le nord-ouest pour être parallèle à la rivière Yakima. Elle passe par Wapato et, à Union Gap, rejoint l'I-82 / US 12 dans un multiplex jusqu'à Yakima (US 12) et Ellensburg (I-82). La route contourne Yakima par l'est et sort de la ville par le nord. Elle s'éloigne un peu de la rivière Yakima et la retrouve au sud d'Ellensburg. Elle rejoint l'I-90 sur une courte distance et s'en sépare pour se diriger vers le nord. Elle traverse les Monts Wenatchee dans la Forêt nationale de Wenatchee et rejoint la US 2 près de Peshastin. Les routes forment un multiplex vers le sud-est en suivant la rivière Wenatchee jusqu'à la région de Wenatchee.
La route contourne Wenatchee et traverse le fleuve Columbia avant de bifurquer vers le nord. La US 2 / US 97 parcourent la rive est du fleuve alors qu'une autre route, la US 97 Alt. parcourt sa rive ouest. La US 2 se sépare de la US 97 à Orondo et cette dernière continue vers le nord en longeant le fleuve. Elle atteint les environs de Chelan où elle est rejointe par la US 97 Alt. Peu avant cette intersection, la US 97 a traversé le fleuve et le suit désormais sur sa rive ouest. Elle passe par Pateros et Brewster où elle bifurque vers le nord et longe la rivière Okanagan. La US 97 contourne les villes d'Okanogan et d'Omak et continue dans les Okanogan Highlands. Elle passe ensuite par Tonasket et Oroville, au nord de laquelle elle atteint son terminus nord à la frontière canadienne près d'Osoyoos (Colombie-Britannique). La route se poursuit au-delà de la frontière comme Route 97. Celle-ci permet de relier, ultimement, Fairbanks, en Alaska, en traversant la Colombie-Britannique et le Yukon.
Dans les années 1960, il a été proposé que la US 97 se prolonge jusqu'à Fairbanks, en Alaska. Il aurait fallu que la Colombie-Britannique et le Yukon attribuent le numéro "97" aux routes permettant de relier les deux frontières. Bien que la Colombie-Britannique ait attribué ce numéro jusqu'à la frontière avec le Yukon, celui-ci n'a pas changé le numéro de sa Route 1 mettant fin au projet de relier l'Alaska au réseau des US Routes.

## Intersections majeures
Californie
 I-5 à Weed
Oregon
 US 20 à Bend
 US 26 à Madras. Les routes forment un multiplex dans la ville.
 US 197 près de Shaniko
 I-84 / US 30 à Biggs Junction
Washington
 I-82 / US 12 au nord de Toppenish. L'I-82 / US 97 forment un multiplex jusqu'à Ellensburg. La US 12 / US 97 forment un multiplex jusqu'à Yakima.
 I-90 à Ellensburg. Les routes forment un multiplex dans la ville.
 US 2 au sud-est de Peshastin. Les routes forment un multiplex jusqu'à Orondo.
 US 97 Alt. au nord de Wenatchee
 US 97 Alt. au nord de Chelan
 Route 97 à la frontière canado-américaine près d'Oroville

## Routes auxiliaires
- US 197, route sud-nord reliant Shaniko, Oregon à Dallesport, Washington.